# 战争纪念歌剧院

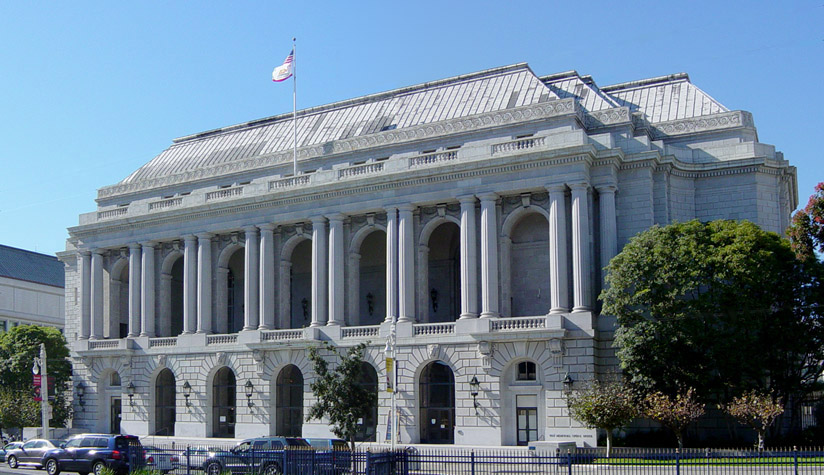
战争纪念歌剧院

战争纪念歌剧院（英語：War Memorial Opera House）是位于美国旧金山的歌剧院，坐落于凡内斯大道的西端，对面为旧金山市政厅。它属于旧金山战争纪念及演艺中心的一部分。
歌剧院有3146个座位和200站位。自从1932年开幕以来，它就一直是旧金山歌剧团的主要表演场地。而此歌剧院在1932年到1980年之间也是旧金山交响乐团的主要表演场地。二戰末期召開的聯合國國際組織會議、以及舊金山和約的簽訂都在此舉行。